# Vlastimil Ševčík
Vlastimil Ševčík (2. září 1927 Ostrava – 15. prosince 2002 Brno) byl český a československý právník, ústavní soudce a politik. Po sametové revoluci byl poslancem Sněmovny národů Federálního shromáždění za Občanské fórum, později za Občanské hnutí. Byl jedním z tvůrců Listiny základních práv a svobod. V roce 1992 byl místopředsedou Ústavního soudu ČSFR, od roku 1993 až do své smrti soudcem Ústavního soudu ČR.

## Biografie
Po ukončení gymnázia vystudoval Lékařskou fakultu Univerzity Palackého (1946–1949) a Právnickou fakultu Univerzity Jana Evangelisty Purkyně v Brně (1946–1950). V letech 1951 až 1953 byl justičním čekatelem na Krajském soudu v Ostravě a po složení justiční zkoušky byl soudcem nejprve u stejného soudu a o rok později předsedou senátu Okresního soudu v Karviné. Už v březnu 1954 ale na soudcovský úřad rezignoval. V letech 1954 až 1955 vykonával funkci vedoucího správního oddělení podnikového ředitelství ČSAD Ostrava, do roku 1970 byl advokátem. Od roku 1970 byl členem sekce pro trestní právo hmotné studijního kolegia Ústředí české advokacie v Praze. Advokátní profesi vykonával v letech 1955–1992, později v samostatné advokátní kanceláři v Ostravě.
Ve volbách roku 1990 zasedl do české části Sněmovny národů Federálního shromáždění (volební obvod Severomoravský kraj) za Občanské fórum. Po rozkladu OF v roce 1991 přešel do poslaneckého klubu Občanského hnutí. Ve Federálním shromáždění setrval do února 1992, kdy byl zvolen soudcem Ústavního soudu. Byl členem ústavně-právního a mandátového a imunitního výboru. V parlamentu se mj. věnoval vypracování a přijetí Listiny základních práv a svobod, když byl mj. hlavním autorem její důvodové zprávy.
V roce 1992 se stal místopředsedou československého ústavního soudu. Po zániku Československa působil jako poradce předsedy Nejvyššího soudu České republiky. 15. července 1993 se stal soudcem Ústavního soudu České republiky, kterým byl až do své smrti v roce 2002. Pedagogicky působil na Právnické fakultě Univerzity Palackého v Olomouci.